# Kamčadalski jezik
Kamčadalski jezik (ISO 639-3: itl; iteljmenski, itelmen, itelymem, kamchadal, kamčatski), jezik Kamčadala s poluotoka Kamčatka u Rusiji kojim govori oko 380 ljudi od preko 3 100 etničkih. Danas se njime služe tek starije osobe dok mlađi prihvaćaju ruski jezik [rus].
Jedini je predstavnik južne skupine čukotsko-kamčatskih jezika. Ima dva dijalekta, sedanka i xajrjuzovo. Uči se i u osnovnoj školi; pismo ćirilica.

## Vanjske poveznice
- Ethnologue (14th)
- Ethnologue (15th)